# Maksim Maksimovič Alopeus
Maksim Maksimovič Alopeus, in russo Максим Максимович Алопеус? (Vyborg, 21 gennaio 1748 – Francoforte sul Meno, 16 maggio 1822), è stato un diplomatico russo.
Fedele di Nikita Ivanovič Panin, divenne ambasciatore russo a Berlino, dove ebbe ottime relazione con la Rosacroce e con la massoneria, riuscendo così a risolvere varie tensioni con la Prussia (il capo dei Rosacroce, il generale Bischoffwerder era tra i più influenti politici prussiani dell'epoca).